# Língua thakali
Thakali é uma língua  Sino-tibetana do Nepal falada pelo por cerca de 6 mil pessoas do povo thakali, principalmente em Myagdi (distrito) e em Mustang (distrito).

## Seke
Seke (Tangbe, Tetang, Chuksang) às vezes é considerado um idioma separado do Thakali. Outros nomes e nomes desse dialeto são Barhagaule, Marpha, Panchgaunle, Puntan Thakali, Syang, Tamhang Thakali, Thaksaatsaye, Thaksatsae, Thaksya, Tukuche, Yhulkasom.

## Geografia
Thakali é falado no meio do vale do rio Gandaki e na parte superior do desfiladeiro Kali Gandaki (também conhecido como Thak Khola), no Distrito de Mustang, [[Dhalaugirii (zona)]  ]]. A área de Thakali é delimitada pelo Annapurna Himal de um lado e Dhaulagiri Himal do outro, com a aldeia Tatopani no sul e Jomsom no norte ( Ethnologue ).
O dialeto Tukuche é falado de Tukuche a Thaksatsae, em 13 aldeias: Tukuche, Khanti, Kobang, Larjung, Dampu, Naurikot, Bhurjungkot, Nakung, Tithi, Kunjo, Taglung, Lete, Ghansa. Muitos ainda vivem fora da área.
Seke é falado nas aldeias Chuksang, Tsaile, Tangbe, Tetang e Gyakar em Mustang, Dhawalagiri (zona). Existem apenas 700 falantes nativos dessa língua, 100 dos quais vivem em Nova Iorque. Alegadamente, metade dos falantes da cidade de Nova York moram no mesmo prédio de apartamentos.

## Dialetos
Os dialetos da língua têm limitada inteligibilidade mútua.
- Tukuche (Tamhang Thakali, Thaksaatsaye, Thaksatsae)
- Marpha (Puntan Thakali)
- Syang (Yhulkasom)

O Seke tem os seguintes dialetos
- Tangbe
- Tetang
- Chuksang

## Escritas
A língua pode ser escrita em Devanagari ou no alfabeto tibetano

## Amostra de texto
ह्योम म्हिचा न्हव ल्हाङ्न स्वतन्त्रते म्हैकु अधिकाररी प्रेप्प्रे त। थमचा विवेक ते म्हन्व समचे युक्त तचिव त। भातृत्वए समकिन्सि टि्हचे सोतवप्रे क्हे क्हिम्जन ललम्याङ।
Transliteração
yḥom mḥicā nḥaw lḥāṅn swatantrate mḥaiku adhikārrī preppre ta. bhātritwae samkinsi ṭiḥce sotwapre kḥe kḥimjan lalamyāṅ.
Português
Todos os seres humanos nascem livres e iguais em dignidade e direitos. São dotados de razão e consciência e devem agir em relação uns aos outros com espírito de fraternidade. (Artigo 1 da Declaração Universal dos Direitos do Homem)